# Tomasz Struk
Tomasz Struk (ur. 12 sierpnia 1952 w Bytomiu, zm. 27 kwietnia 2004 w Berlinie) – polski artysta grafik i malarz; autor instalacji, pracował w Katowicach, Berlinie oraz Paryżu.
Studiował na Wydziale Grafiki katowickiej filii Akademii Sztuk Pięknych w Krakowie w pracowni Andrzeja Pietscha i Wojciecha Krzywoblockiego. Dyplom obronił w 1978 roku. Po studiach pracował na macierzystej uczelni jako adiunkt w pracowni druku wypukłego (1978-1995). Był stypendystą Ministerstwa Kultury i Sztuki i Statens Kunstakademi w Oslo (1985) oraz Towarzystwa im. Aldegrevera (1989). W roku 2000 zdobył Grand Prix na Międzynarodowym Triennale Grafiki w Krakowie oraz na Triennale Grafiki Polskiej w Katowicach.
Jeszcze przed ukończeniem studiów artysta prezentował swoją twórczość na wystawach indywidualnych – w Gliwicach i Cieszynie (1976), w Bogoy (Norwegia) i Katowicach (1977). Po studiach jego indywidualne ekspozycje odbyły się m.in. we Wrocławiu (1979), Poznaniu i Katowicach (1980), oraz w Narodowej Galerii Sztuki Zachęta (1997). W 2003, w związku z otrzymaniem wspomnianego Grand Prix, odbyła się duża wystawa artysta w Muzeum Narodowym w Krakowie. Współpracował ze Starmach Gallery w Krakowie i Walter Bischoff Galerie w Berlinie i Stuttgartu.
Od 2004 roku, pracy Tomasza Struka byle pokazane m.in. w Berlinie (Walter Bischoff Galerie, 2005), w katowickim Górnośląskim Muzeum Kultury (2005) oraz w BWA Katowice (2014).

## Nagrody
Laureat krajowych i międzynarodowych konkursów i festiwali sztuki m.in.: Grand Prix (za malarstwo), konkurs malarzy i rzeźbiarzy, le Ressort des Arts, Paryż, 1988; Grand Prix (za malarstwo), Sarreguemines, 1993; Wyróżnienie honorowe, Międzynarodowe Triennale Grafiki, Kraków, 1994; Grand Prix, Triennale Grafiki Polskiej, Katowice, 2000; Grand Prix, Międzynarodowe Triennale Grafiki, Kraków, 2000.

## Wystawy indywidualne
m.in.:
- 1991 - Salon Découvertes '91, Grand Palais, Paryż / Paris
- 1992 - ART Cologne, stand Galerie 6, Kolonia / Köln
- 1995 - Państwowa Galeria Sztuki, Łódź; Starmach Gallery, Kraków
- 1997 - Galeria Zachęta, Warszawa
- 2000 - Galeria Kordegarda, Warszawa
- 2003 - Muzeum Narodowe, Kraków

## Prace w zbiorach
Muzeum Narodowe, Kraków; Muzeum Narodowe, Warszawa; Muzeum Narodowe, Szczecin; Muzeum Górnośląskie, Bytom; Muzeum Sląskie, Katowice; Centrum Sztuki, Galeria Kronika, Bytom; Biuro Wystaw Artystycznych, Toruń; Bibliothèque nationale, Paris (Cabinet des Estampes); Muzeum Sztuki Miasta Kioto; Muzeum Sztuki, Seul; Museum Junge Kunst (kolekcja Brandenburgii), Frankfurt/O; Villa Haiss, Museum für Zeitgenössische Kunst, Zell am Harmersbach; Kupferstichkabinett, Berlin.